# Мишел Оклер
Мишел Оклер (фр. Michel Auclair; рођ. Владимир Вујовић, Кобленц, 14. септембар 1922 – 7. јануар 1988) био је глумац српског и француског порекла, познат по улогама у француској кинематографији. 

## Биографија
Оклер је рођен од оца Србина из Пожаревца и мајке француске револуционарке Шарлоте Каспар из Кобленца.  Отац му је био Војислав Вујовић, истакнути југословенски комуниста и секретар Комунистичке омладинске интернационале. Оклер је са мајком пребегао у Париз када је имао три године.  Уписао је медицинску школу, али је потом студирао глуму на Конзерваторијуму за драмске студије у Паризу.  
Док је био велика француска звезда, имао је само две улоге на енглеском језику: као професор Флостре у мјузиклу Смешно лице из 1957. са Одри Хепберн и Фредом Астером и као истражитељ француске полиције у Операцији Шакал (1973) са Едвардом Фоксом. 

## Филмографија

### Филмови
| Година | Назив                                                     | Редитељ                                  |
| ------ | --------------------------------------------------------- | ---------------------------------------- |
| 1946   | The Misfortunes of Sophie                                 | Jacqueline Audry                         |
| 1946   | Лепотица и Звер                                           | Жан Кокто                                |
| 1946   | Ouvert pour cause d'inventaire                            | Alain Resnais                            |
| 1947   | Les Maudits                                               | Рене Клеман                              |
| 1948   | Eternal Conflict                                          | Georges Lampin                           |
| 1949   | Манон                                                     | Анри Жорж Клузо                          |
| 1949   | Le Paradis des pilotes perdus                             | Georges Lampin                           |
| 1949   | Singoalla                                                 | Christian-Jaque                          |
| 1950   | Tuesday's Guest                                           | Jacques Deval                            |
| 1950   | Pas de pitié pour les femmes                              | Christian Stengel                        |
| 1950   | Правда је задовољена                                      | André Cayatte                            |
| 1951   | The Red Needle                                            | Emil-Edwin Reinert                       |
| 1952   | Under the Thousand Lanterns                               | Erich Engel                              |
| 1952   | Red Shirts (Camicie rosse)                                | Goffredo Alessandrini and Francesco Rosi |
| 1952   | The Temptress                                             | Antonio Leonviola                        |
| 1952   | La Fête à Henriette                                       | Julien Duvivier                          |
| 1953   | The Daughter of the Regiment                              | Géza von Bolváry                         |
| 1953   | La figlia del reggimento                                  | Géza von Bolváry and Tullio Covaz        |
| 1954   | Zoé                                                       | Charles Brabant                          |
| 1954   | Royal Affairs in Versailles (Si Versailles m'était conté) | Sacha Guitry                             |
| 1954   | Quay of Blondes                                           | Paul Cadéac                              |
| 1954   | La Patrouille des sables                                  | René Chanas                              |
| 1954   | A Double Life                                             | Victor Vicas                             |
| 1954   | One Step to Eternity                                      | Henri Decoin                             |
| 1954   | Tres hombres van a morir                                  | Feliciano Catalán                        |
| 1955   | Andrea Chénier                                            | Clemente Fracassi                        |
| 1956   | Rice Girl (La risaia)                                     | Raffaello Matarazzo                      |
| 1957   | Reproduction interdite                                    | Gilles Grangier                          |
| 1957   | Смешно лице                                               | Стенли Донен                             |
| 1957   | Irresistible Catherine                                    | André Pergament                          |
| 1957   | A Bomb for a Dictator                                     | Alex Joffé                               |
| 1957   | The Fox of Paris                                          | Paul May                                 |
| 1959   | Les Amants de demain                                      | Marcel Blistène                          |
| 1959   | Maigret et l'affaire Saint-Fiacre                         | Jean Delannoy                            |
| 1960   | Une fille pour l'été                                      | Edouard Molinaro                         |
| 1960   | Murder at 45 R.P.M.                                       | Étienne Périer                           |
| 1962   | L'Éducation sentimentale                                  | Александар Астрик                        |
| 1962   | Le Rendez-vous de minuit                                  | Roger Leenhardt                          |
| 1963   | Symphonie pour un massacre                                | Jacques Deray                            |
| 1963   | Portuguese Vacation                                       | Pierre Kast                              |
| 1964   | Mort, où est ta victoire?                                 | Hervé Bromberger                         |
| 1964   | Trafics dans l'ombre                                      | Antoine d'Ormesson                       |
| 1964   | La Chance et l'amour                                      | Bertrand Tavernier                       |
| 1966   | Le Voyage du père                                         | Denys de La Patellière                   |
| 1968   | Sous le signe de Monte-Cristo                             | André Hunebelle                          |
| 1968   | Under the Sign of the Bull                                | Gilles Grangier                          |
| 1970   | Le Cœur fou                                               | Jean-Gabriel Albicocco                   |
| 1971   | Les Mariés de l'an II                                     | Jean-Paul Rappeneau                      |
| 1972   | Paulina 1880                                              | Jean-Louis Bertucelli                    |
| 1973   | Décembre                                                  | Mohammed Lakhdar-Hamina                  |
| 1973   | Операција Шакал                                           | Фред Зинеман                             |
| 1973   | Impossible Object                                         | John Frankenheimer                       |
| 1974   | Les Guichets du Louvre                                    | Michel Mitrani                           |
| 1975   | Souvenirs d'en France                                     | André Téchiné                            |
| 1975   | Sept morts sur ordonnance                                 | Jacques Rouffio                          |
| 1977   | Le Juge Fayard dit Le Shériff                             | Yves Boisset                             |
| 1978   | L'Amour en question                                       | André Cayatte                            |
| 1979   | Le Coup de Sirocco                                        | Alexandre Arcady                         |
| 1979   | Le Toubib                                                 | Pierre Granier-Deferre                   |
| 1980   | Three Men to Kill                                         | Jacques Deray                            |
| 1981   | Pour la peau d'un flic                                    | Ален Делон                               |
| 1982   | Mille milliards de dollars                                | Henri Verneuil                           |
| 1982   | Deux heures moins le quart avant Jésus-Christ             | Jean Yanne                               |
| 1983   | Enigma                                                    | Jeannot Szwarc                           |
| 1983   | La Belle Captive                                          | Alain Robbe-Grillet                      |
| 1983   | El señor presidente                                       | Manuel Octavio Gómez                     |
| 1984   | Rue barbare                                               | Gilles Béhat                             |
| 1984   | Le Bon Plaisir                                            | Francis Girod                            |
| 1988   | Preuve d'amour                                            | Miguel Courtois                          |
| 1989   | Torquemada                                                | Stanislav Barabáš                        |

### Телевизијске емисије и серије
| Назив | Назив                          | Епизоде                            |
| ----- | ------------------------------ | ---------------------------------- |
| 1976. | Bonjour Paris                  |                                    |
| 1976. | Le train bleu s'arrête 13 fois | "Cannes : on ne gagne qu'une fois" |
| 1977. | Commissaire Moulin             | "Affectation speciale"             |
| 1978. | Les Cinq Dernières Minutes     | "Les Loges du crime"               |
| 1979. | Histoires insolites            | "Une dernière fois Catherine"      |
| 1979. | Les Amours de la Belle Époque  | "Crapotte"                         |
| 1981. | Les Héritiers                  | "Les Brus""                        |
| 1982. | De bien étranges affaires      | "Un homme ordinaire"               |
| 1983. | Les Cinq Dernières Minutes     | "La Chine à Paris"                 |

### Телевизијски филмови
| Година | Назив                            | Редитељ                 |
| ------ | -------------------------------- | ----------------------- |
| 1962.  | Il est minuit docteur Schweitzer | Gilbert Pineau          |
| 1962.  | Le mal court                     | Alain Boudet            |
| 1964.  | La Chambre                       | Michel Mitrani          |
| 1965.  | Huis clos                        | Michel Mitrani          |
| 1973.  | Genitrix                         | Paul Paviot             |
| 1973.  | Salomé                           | Pierre Koralnik         |
| 1974.  | Faites entrer M. Ariman          | Alain Dhenault          |
| 1975.  | Le Prix                          | René Lucot              |
| 1979.  | Madame Sourdis                   | Caroline Huppert        |
| 1980.  | Docteur Teyran                   | Jean Chapot             |
| 1980.  | Lettres d'amour sur papier bleu  | Edouard Logereau        |
| 1981.  | Les Avocats du diable            | André Cayatte           |
| 1981.  | Martine Verdier                  | Bernard Toublanc-Michel |
| 1982.  | Les Invités                      | Roger Pigaut            |
| 1982.  | Lise et Laura                    | Henry Helman            |
| 1983.  | Bel ami                          | Pierre Cardinal         |
| 1985.  | Christopher Columbus             | Alberto Lattuada        |
| 1988.  | Les Rats de Montsouris           | Maurice Frydland        |

## Позориште
| Година | Назив                 |
| ------ | --------------------- |
| 1977.  | The Lady from the Sea |